# Phlebotomus papatasi
Il pappataci (Phlebotomus papatasi Scopoli, 1786), detto anche flebòtomo, è un insetto molto diffuso nell'area mediterranea. È un dittero nematocero della famiglia degli Psicodidi, simile a una zanzara di piccole dimensioni. Spesso con il termine pappatacio viene erroneamente indicata la clogmia, che appartiene alla stessa famiglia.

## Trasmissione di patologie

### Febbre da pappataci
La sua puntura può veicolare un virus, appartenente alla famiglia Bunyaviridae, che causa nell'uomo una malattia chiamata "febbre da flebotomi", "febbre da pappataci", "dengue mediterranea" o "dengue adriatica", malattia non grave i cui sintomi sono: cefalea, brividi, dolore retrorbitale, mialgie, astenia e dolori all'addome.

### Leishmaniosi canina
Più grave è la leishmaniosi canina, malattia che può essere fatale se non curata in modo adeguato.

## Letteratura
Ne L'italiana in Algeri di Gioachino Rossini i personaggi di Lindoro e Taddeo, insigniscono Mustafà, Bey di Algeri, del titolo di "pappataci" e gli fanno credere essere un titolo onorifico.